# Shefki Kuqi
Shefki Kuqi (ˈʃɛfki ˈkuci; Vučitrn, 10 novembre 1976) è un allenatore di calcio ed ex calciatore finlandese di origini albanesi, di ruolo attaccante.
Kuqi ha giocato per la maggior parte della sua carriera in Inghilterra, e ha giocato per vari club come lo Stockport County, lo Sheffield Wednesday, l'Ipswich Town, il Blackburn Rovers, il Crystal Palace e il Fulham ed ha anche militato nelle file dei gallesi dello Swansea City. Colleziona tuttora più di 500 presenze nei vari campionati britannici, e ha segnato circa 90 gol. Ha anche più volte giocato per la Finlandia, con 7 gol in 62 presenze.

## Biografia
Kuqi è nato a Vučitrn, in Kosovo, ha cominciato la sua carriera giovanile nel Trepca, squadra della vicina Kosovska Mitrovica. Dopo aver giocato già molte partite con la squadra, fu però costretto ad abbandonarla a causa della repressione etnica attuata dalla Serbia e la sua famiglia, in quanto kosovara albanese, fu costretta ad emigrare, e Shefki si trasferì a vivere in Finlandia.
Anche i suoi fratelli Njazi e Albert, più suo cugino Daut, sono calciatori.

## Carriera

### Club

#### Finlandia
Kuqi riprese a giocare a livello giovanile per il Kangasniemen Palloseura, e poi per il Mikkelin Kissat. Successivamente passa a giocare a livello professionistico, e gioca per molte squadre della Veikkausliiga finnica, come Mikkelin Palloilijat, FC Jokerit e soprattutto HJK Helsinki, una delle maggiori squadre della Finlandia. In più, nell'autunno 1998, poco prima che scoppiasse la guerra nel suo natìo Kosovo, debutta in Champions League con la maglia dell'HJK, dove arriva alla fase a gironi - dopo aver eliminato gli armeni dello Yerevan e i francesi del Metz nel preliminari. Due anni dopo sarà capocannoniere del campionato con il Jokerit.

#### Stockport Country
Kuqi passò allo Stockport County nel gennaio 2011. È tuttora considerato uno dei "salvatori" del County, perché, grazie alla sua velocità, la sua forza, e il suo istinto al gol riuscì ad impedire che lo Stockport retrocedesse, segnando 6 gol nelle 18 partite giocate nel suo primo periodo a Stockport. Ancora oggi è il secondo giocatore nella storia dello Stockport con più presenze nella sua nazionale.

#### Sheffield Wednesday
L'anno, dopo, nel gennaio 2002, passò allo Sheffield Wednesday, con il quale segnò 19 gol fino al settembre 2003, non riuscendo a evitare la retrocessione. Kuqi segnò anche nello Steel City Derby (Il Derby della Città dell'Acciaio) contro i concittadini dello Sheffield United, chiudendo all'81' la vittoria all'Hillsborough Stadium (casa del Wednesday) cominciata con un gol di Lloyd Owusu.

#### Ipswich e Blackburn
Nel settembre 2003 passa all'Ipswich Town a titolo gratuito. Qui realizza 20 nella Championship 2004-2005, passando poi al Blackburn, squadra di Premier. Nella stagione 2005-2006 segna 7 gol in Premier con la maglia del Blackburn.

#### Crystal Palace
Nonostante il suo Blackburn avesse conquistato la qualificazione in Coppa UEFA, ad agosto si trasferisce al Crystal Palace, militante in Championship, per 2,5 milioni di sterline.
La prima stagione al Selhurst Park non è molto prolifica, con soli 7 gol in 38 partite. Ad agosto 2007, un anno dopo, si trasferisce al Fulham, in Premier, per un prestito di quattro mesi, durante i quali colleziona 10 presenza senza però segnare mai.
Successivamente, Kuqi viene messo sulla lista delle cessioni e privato di due settimane di stipendio dal manager del Palace Neil Warnock per alcuni gesti offensivi rivolti ai tifosi a causa dei fischi di questi ultimi a lui rivolti durante la sua sostituzione dopo una prestazione opaca nella sconfitta per 2-0 contro il Wolverhampton il 23 febbraio 2008. Inoltre, pare che il suo inserimento nella lista cessioni sia dovuto anche ad un suo calo di forma.
Nel marzo 2008, Kuqi ritorna all'Ipswich in prestito sino alla fine della stagione. Per la stagione 2008-09 fatica a trovare spazio in prima squadra, ma Warnock lo usa come riserva nel pareggio esterno contro l'Ipswich e nella vittoria casalinga contro il Charlton a settembre, e il 4 ottobre segna il secondo gol del 2-0 contro il Nottingham Forest. Il ritorno di Kuqi in prima squadra segna la fine di un periodo nero, e, entro la fine della stagione, diventa il capocannoniere dei suoi. Nonostante ciò, Kuqi rifiuta la proposta di rinnovo offertagli dal team il 27 gennaio 2009.

#### Coblenza
Finito il periodo di contratto con il Crystal Palace il 1º luglio 2009, firma un biennale per i tedeschi del Coblenza, dove raggiunge il fratello Njazi Kuqi.

#### Swansea City
Appena 6 mesi dopo, il 25 gennaio 2010, Kuqi lascia il Coblenza trasferendosi a costo zero allo Swansea City, tornando così in Inghilterra dopo la rescissione consensuale del contratto col Coblenza. Segna il suo primo gol con la maglia bianco-nera nell'1-0 al suo Crystal Palace il 9 febbraio 2010.
Nonostante segni 7 gol in 16 partite, dopo neanche nove mesi Kuqi lascia lo Swansea per il Derby County, in prestito trimestale a partire dal 13 settembre 2010. Il suo primo gol con la nuova maglia, realizzato durante la sua terza presenza, lo mette a segno ancora contro il Crystal Palace, nel vittorioso 5-0 del Pride Park Stadium. Il gol è il risultato di un retropassaggio errato del difensore avversario Claude Davis, sul quale Kuqi si avventa in scivolata anticipando il portiere avversario Julián Speroni. Più tardi, Kuqi stesso dichiara, scherzando, che il suo gol è stato il più brutto dei 5 messi a segno dal derby in quella partita. Il 26 gennaio 2011 rescinde consensualmente con lo Swansea il contratto che lo lega al club, non riuscendo più a giocare in prima squadra.

#### Newcastle e altre esperienze
Il mese successivo, il 10 febbraio 2011, viene acquistato dalla squadra di Premier del Newcastle Utd per il resto della stagione. Prende la maglia numero 42 e debutta contro la sua ex-squadra, il Blackburn Rovers, il 12 febbraio 2011, entrando al 90º minuto dello 0-0 finale.
Dopo altre due esperienze (una all'Oldham Athletic, l'altra all'Hibernian), si ritira momentaneamente e si trasferisce a Vercelli dal fratello.
Nell'agosto 2014 dà la possibilità a un ritorno nel calcio, stufo del ruolo di allenatore.
Dal 30 agosto è in prova al Monza ma affermando di sentirsi ancora un calciatore ritirato ma con la voglia di tornare a emozionarsi col calcio.

### Nazionale
Kuqi debutta con la maglia della Nazionale finlandese il 18 agosto 1999, contro il Belgio, poco dopo aver ricevuto la cittadinanza finlandese. Nel periodo fra il 1999 ed il 2010 è stato regolarmente convocato in Nazionale; il 24 novembre 2010 annuncia il suo ritiro dalla Nazionale.

## Statistiche

### Presenze e reti nei club
Statistiche aggiornate al 19 maggio 2013.
| Stagione                    | Squadra                     | Campionato                  | Campionato | Campionato | Coppe nazionali | Coppe nazionali | Coppe nazionali | Coppe continentali | Coppe continentali | Coppe continentali | Altre coppe | Altre coppe | Altre coppe | Totale | Totale |
| Stagione                    | Squadra                     | Comp                        | Pres       | Reti       | Comp            | Pres            | Reti            | Comp               | Pres               | Reti               | Comp        | Pres        | Reti        | Pres   | Reti   |
| --------------------------- | --------------------------- | --------------------------- | ---------- | ---------- | --------------- | --------------- | --------------- | ------------------ | ------------------ | ------------------ | ----------- | ----------- | ----------- | ------ | ------ |
| 1995                        | Mikkelin Palloilijat        | A                           | 24         | 3          | CF+CdLF         | 0+0             | 0+0             | -                  | -                  | -                  | -           | -           | -           | 24     | 3      |
| 1996                        | Mikkelin Palloilijat        | A                           | 26         | 7          | CF+CdLF         | 0+0             | 0+0             | -                  | -                  | -                  | -           | -           | -           | 26     | 7      |
| Totale Mikkelin Pallolijiat | Totale Mikkelin Pallolijiat | Totale Mikkelin Pallolijiat | 50         | 10         |                 | 0               | 0               |                    |                    |                    |             |             |             | 50     | 10     |
| 1997                        | HJK Helsinki                | A                           | 25         | 6          | CF+CdLF         | 0+0             | 0+0             | -                  | -                  | -                  | -           | -           | -           | 25     | 6      |
| 1998                        | HJK Helsinki                | A                           | 22         | 1          | CF+CdLF         | 0+0             | 0+0             | UCL                | 6                  | 0                  | -           | -           | -           | 28     | 1      |
| 1999                        | HJK Helsinki                | A                           | 25         | 11         | CF+CdLF         | 0+0             | 0+0             | CU                 | 2                  | 0                  | -           | -           | -           | 27     | 11     |
| Totale HJK Helsinki         | Totale HJK Helsinki         | Totale HJK Helsinki         | 72         | 18         |                 | 0               | 0               |                    | 8                  | 0                  |             |             |             | 80     | 18     |
| 2000                        | Jokerit                     | A                           | 33         | 19         | CF+CdLF         | 0+0             | 0+0             | CU                 | 0                  | 0                  |             |             |             | 33     | 19     |
| 2000-2001                   | Stockport County            | FD                          | 17         | 6          | FACup+CdL       | 1+0             | 0+0             | -                  | -                  | -                  | -           | -           | -           | 18     | 6      |
| 2001-2002                   | Stockport County            | FD                          | 18         | 5          | FACup+CdL       | 2+0             | 1+0             | -                  | -                  | -                  | -           | -           | -           | 20     | 6      |
| Totale Stockport County     | Totale Stockport County     | Totale Stockport County     | 35         | 11         |                 | 3               | 1               |                    |                    |                    |             |             |             | 38     | 12     |
| gen.-giu. 2002              | Sheffield Wednesday         | FD                          | 17         | 6          | FACup+CdL       | 0+0             | 0+0             | -                  | -                  | -                  | -           | -           | -           | 17     | 6      |
| 2002-2003                   | Sheffield Wednesday         | FD                          | 40         | 8          | FACup+CdL       | 3+0             | 0+0             | -                  | -                  | -                  | -           | -           | -           | 43     | 8      |
| 2003-2004                   | Sheffield Wednesday         | FL1                         | 7          | 5          | FACup+CdL       | 1+0             | 0+0             | -                  | -                  | -                  | -           | -           | -           | 8      | 5      |
| Totale Sheffield Wednesday  | Totale Sheffield Wednesday  | Totale Sheffield Wednesday  | 64         | 19         |                 | 4               | 0               |                    |                    |                    |             |             |             | 68     | 19     |
| gen.-giu. 2004              | Ipswich Town                | FD                          | 38         | 11         | FACup+CdL       | 1+0             | 1+0             | -                  | -                  | -                  | -           | -           | -           | 39     | 12     |
| 2004-2005                   | Ipswich Town                | FLC                         | 43+2       | 19+1       | FACup+CdL       | 3+0             | 0+0             | -                  | -                  | -                  | -           | -           | -           | 48     | 20     |
| 2005-2006                   | Blackburn                   | PL                          | 33         | 7          | FACup+CdL       | 5+3             | 1+0             | -                  | -                  | -                  | -           | -           | -           | 41     | 8      |
| 2006-2007                   | Blackburn                   | PL                          | 1          | 0          | FACup+CdL       | 0+0             | 0+0             | CU                 | 0                  | 0                  | -           | -           | -           | 1      | 0      |
| Totale Blackburn            | Totale Blackburn            | Totale Blackburn            | 34         | 7          |                 | 8               | 1               |                    | 0                  | 0                  |             |             |             | 42     | 8      |
| gen.-giu. 2007              | Crystal Palace              | FLC                         | 35         | 7          | FACup+CdL       | 2+0             | 1+0             | -                  | -                  | -                  | -           | -           | -           | 37     | 8      |
| 2007-2008                   | Crystal Palace              | FLC                         | 8          | 0          | FACup+CdL       | 0+1             | 0+0             | -                  | -                  | -                  | -           | -           | -           | 9      | 0      |
| nov. 2007-feb. 2008         | Fulham                      | PL                          | 10         | 0          | FACup+CdL       | 1+0             | 0+0             | -                  | -                  | -                  | -           | -           | -           | 11     | 0      |
| feb.-giu. 2008              | Ipswich Town                | FLC                         | 4          | 0          | FACup+CdL       | 0+0             | 0+0             | -                  | -                  | -                  | -           | -           | -           | 4      | 0      |
| Totale Ipswich Town         | Totale Ipswich Town         | Totale Ipswich Town         | 85+2       | 30+1       |                 | 4               | 1               |                    |                    |                    |             |             |             | 91     | 32     |
| 2008-2009                   | Crystal Palace              | FLC                         | 35         | 10         | FACup+CdL       | 2+0             | 0+0             | -                  | -                  | -                  | -           | -           | -           | 37     | 10     |
| Totale Crystal Palace       | Totale Crystal Palace       | Totale Crystal Palace       | 78         | 17         |                 | 5               | 1               |                    |                    |                    |             |             |             | 83     | 18     |
| 2009-2010                   | Coblenza                    | ZL                          | 17         | 7          | CG+CdLT         | 3+0             | 2+0             | -                  | -                  | -                  | -           | -           | -           | 20     | 9      |
| gen.-giu. 2010              | Swansea City                | FLC                         | 20         | 5          | FACup+CdL       | 0+0             | 0+0             | -                  | -                  | -                  | -           | -           | -           | 20     | 5      |
| 2010-2011                   | Derby County                | FLC                         | 12         | 2          | FACup+CdL       | 0+0             | 0+0             | -                  | -                  | -                  | -           | -           | -           | 12     | 2      |
| nov. 2010-feb. 2011         | Swansea City                | FLC                         | 2          | 0          | FACup+CdL       | 0+2             | 0+2             | -                  | -                  | -                  | -           | -           | -           | 4      | 2      |
| Totale Swansea City         | Totale Swansea City         | Totale Swansea City         | 22         | 5          |                 | 2               | 2               |                    |                    |                    |             |             |             | 24     | 7      |
| feb.-giu. 2011              | Newcastle                   | PL                          | 6          | 0          | FACup+CdL       | 0+0             | 0+0             | -                  | -                  | -                  | -           | -           | -           | 6      | 0      |
| 2011-2012                   | Oldham                      | FL1                         | 40         | 11         | FACup+CdL+FLT   | 4+0+2           | 1+0+2           | -                  | -                  | -                  | -           | -           | -           | 46     | 14cr   |
| 2012-2013                   | Hibernian                   | SPL                         | 13         | 0          | SFACup+SCdL     | 0+1             | 0+0             |                    |                    |                    | -           | -           | -           | 14     | 0      |
| Totale carriera             | Totale carriera             | Totale carriera             | 571+2      | 156+1      |                 | 37              | 11              |                    | 8+                 | 0+                 |             |             |             | 618    | 168    |

### Cronologia presenze e reti in nazionale
| Cronologia completa delle presenze e delle reti in nazionale ― Finlandia | Cronologia completa delle presenze e delle reti in nazionale ― Finlandia | Cronologia completa delle presenze e delle reti in nazionale ― Finlandia | Cronologia completa delle presenze e delle reti in nazionale ― Finlandia | Cronologia completa delle presenze e delle reti in nazionale ― Finlandia | Cronologia completa delle presenze e delle reti in nazionale ― Finlandia | Cronologia completa delle presenze e delle reti in nazionale ― Finlandia | Cronologia completa delle presenze e delle reti in nazionale ― Finlandia |
| Data                                                                     | Città                                                                    | In casa                                                                  | Risultato                                                                | Ospiti                                                                   | Competizione                                                             | Reti                                                                     | Note                                                                     |
| ------------------------------------------------------------------------ | ------------------------------------------------------------------------ | ------------------------------------------------------------------------ | ------------------------------------------------------------------------ | ------------------------------------------------------------------------ | ------------------------------------------------------------------------ | ------------------------------------------------------------------------ | ------------------------------------------------------------------------ |
| 18-8-1999                                                                | Bruges                                                                   | Belgio                                                                   | 3 – 4                                                                    | Finlandia                                                                | Amichevole                                                               | -                                                                        | 89’                                                                      |
| 4-9-1999                                                                 | Helsinki                                                                 | Finlandia                                                                | 1 – 2                                                                    | Germania                                                                 | Qual. Euro 2000                                                          | -                                                                        | 46’                                                                      |
| 31-1-2000                                                                | La Manga del Mar Menor                                                   | Fær Øer                                                                  | 0 – 1                                                                    | Finlandia                                                                | Nordisk Mesterskap 2000-2001                                             | -                                                                        | 74’                                                                      |
| 2-2-2000                                                                 | La Manga del Mar Menor                                                   | Finlandia                                                                | 0 – 1                                                                    | Islanda                                                                  | Nordisk Mesterskap 2000-2001                                             | -                                                                        |                                                                          |
| 4-2-2000                                                                 | La Manga del Mar Menor                                                   | Danimarca                                                                | 1 – 2                                                                    | Finlandia                                                                | Nordisk Mesterskap 2000-2001                                             | -                                                                        | 80’                                                                      |
| 20-2-2000                                                                | Bangkok                                                                  | Thailandia                                                               | 0 – 0                                                                    | Estonia                                                                  | King's Cup 2000                                                          | -                                                                        | 70’                                                                      |
| 23-2-2000                                                                | Bangkok                                                                  | Finlandia                                                                | 4 – 2                                                                    | Estonia                                                                  | King's Cup 2000                                                          | 1                                                                        |                                                                          |
| 27-2-2000                                                                | Bangkok                                                                  | Thailandia                                                               | 5 – 1                                                                    | Estonia                                                                  | King's Cup 2000                                                          | -                                                                        | 62’                                                                      |
| 3-6-2000                                                                 | Riga                                                                     | Lettonia                                                                 | 1 – 0                                                                    | Finlandia                                                                | Amichevole                                                               | -                                                                        | 46’                                                                      |
| 16-8-2000                                                                | Helsinki                                                                 | Finlandia                                                                | 3 – 1                                                                    | Norvegia                                                                 | Amichevole                                                               | 1                                                                        | 75’                                                                      |
| 7-10-2000                                                                | Atene                                                                    | Grecia                                                                   | 1 – 0                                                                    | Finlandia                                                                | Qual. Mondiali 2002                                                      | -                                                                        | 64’                                                                      |
| 11-10-2000                                                               | Helsinki                                                                 | Finlandia                                                                | 0 – 0                                                                    | Inghilterra                                                              | Qual. Mondiali 2002                                                      | -                                                                        | 76’                                                                      |
| 15-11-2000                                                               | Dublino                                                                  | Irlanda                                                                  | 3 – 0                                                                    | Finlandia                                                                | Amichevole                                                               | -                                                                        | 46’                                                                      |
| 28-2-2001                                                                | Lussemburgo                                                              | Lussemburgo                                                              | 0 – 1                                                                    | Finlandia                                                                | Amichevole                                                               | -                                                                        | 62’                                                                      |
| 24-3-2001                                                                | Londra                                                                   | Inghilterra                                                              | 2 – 1                                                                    | Finlandia                                                                | Qual. Mondiali 2002                                                      | -                                                                        | 63’                                                                      |
| 9-5-2001                                                                 | Kuressaare                                                               | Estonia                                                                  | 1 – 1                                                                    | Finlandia                                                                | Amichevole                                                               | -                                                                        |                                                                          |
| 2-6-2001                                                                 | Helsinki                                                                 | Finlandia                                                                | 2 – 2                                                                    | Germania                                                                 | Qual. Mondiali 2002                                                      | -                                                                        | 85’                                                                      |
| 1-9-2001                                                                 | Tirana                                                                   | Albania                                                                  | 0 – 2                                                                    | Finlandia                                                                | Qual. Mondiali 2002                                                      | 1                                                                        | 80’                                                                      |
| 5-9-2001                                                                 | Helsinki                                                                 | Finlandia                                                                | 5 – 1                                                                    | Grecia                                                                   | Qual. Mondiali 2002                                                      | -                                                                        | 73’                                                                      |
| 6-10-2001                                                                | Gelsenkirchen                                                            | Germania                                                                 | 0 – 0                                                                    | Finlandia                                                                | Qual. Mondiali 2002                                                      | -                                                                        | 66’                                                                      |
| 20-3-2002                                                                | Cartagena                                                                | Corea del Sud                                                            | 2 – 0                                                                    | Finlandia                                                                | Amichevole                                                               | -                                                                        | 89’                                                                      |
| 17-4-2002                                                                | Prilep                                                                   | Macedonia                                                                | 1 – 0                                                                    | Finlandia                                                                | Amichevole                                                               | -                                                                        | 61’                                                                      |
| 22-5-2002                                                                | Helsinki                                                                 | Finlandia                                                                | 2 – 1                                                                    | Lettonia                                                                 | Amichevole                                                               | 1                                                                        | 46’                                                                      |
| 21-8-2002                                                                | Helsinki                                                                 | Finlandia                                                                | 0 – 3                                                                    | Irlanda                                                                  | Amichevole                                                               | -                                                                        | 59’                                                                      |
| 7-9-2002                                                                 | Helsinki                                                                 | Finlandia                                                                | 0 – 2                                                                    | Galles                                                                   | Qual. Euro 2004                                                          | -                                                                        |                                                                          |
| 12-10-2002                                                               | Helsinki                                                                 | Finlandia                                                                | 3 – 0                                                                    | Azerbaigian                                                              | Qual. Euro 2004                                                          | -                                                                        | 86’                                                                      |
| 16-10-2002                                                               | Belgrado                                                                 | Jugoslavia                                                               | 2 – 0                                                                    | Finlandia                                                                | Qual. Euro 2004                                                          | -                                                                        | 82’                                                                      |
| 12-2-2003                                                                | Belfast                                                                  | Irlanda del Nord                                                         | 0 – 1                                                                    | Finlandia                                                                | Amichevole                                                               | -                                                                        | 46’                                                                      |
| 29-3-2003                                                                | Palermo                                                                  | Italia                                                                   | 2 – 0                                                                    | Finlandia                                                                | Qual. Euro 2004                                                          | -                                                                        | 89’                                                                      |
| 22-5-2003                                                                | Oslo                                                                     | Norvegia                                                                 | 2 – 0                                                                    | Finlandia                                                                | Amichevole                                                               | -                                                                        | 82’                                                                      |
| 7-6-2003                                                                 | Tampere                                                                  | Finlandia                                                                | 3 – 0                                                                    | Serbia e Montenegro                                                      | Qual. Euro 2004                                                          | -                                                                        | 79’                                                                      |
| 20-8-2003                                                                | Copenaghen                                                               | Danimarca                                                                | 1 – 1                                                                    | Finlandia                                                                | Amichevole                                                               | -                                                                        | 46’                                                                      |
| 10-9-2003                                                                | Cardiff                                                                  | Galles                                                                   | 1 – 1                                                                    | Finlandia                                                                | Qual. Euro 2004                                                          | -                                                                        | 57’                                                                      |
| 31-3-2004                                                                | Ta' Qali                                                                 | Malta                                                                    | 1 – 2                                                                    | Finlandia                                                                | Amichevole                                                               | -                                                                        | 74’                                                                      |
| 9-10-2004                                                                | Tampere                                                                  | Finlandia                                                                | 3 – 1                                                                    | Armenia                                                                  | Qual. Mondiali 2006                                                      | 2                                                                        |                                                                          |
| 13-10-2004                                                               | Amsterdam                                                                | Paesi Bassi                                                              | 3 – 1                                                                    | Finlandia                                                                | Qual. Mondiali 2006                                                      | -                                                                        |                                                                          |
| 17-11-2004                                                               | Messina                                                                  | Italia                                                                   | 1 – 0                                                                    | Finlandia                                                                | Amichevole                                                               | -                                                                        |                                                                          |
| 26-3-2005                                                                | Praga                                                                    | Rep. Ceca                                                                | 4 – 3                                                                    | Finlandia                                                                | Qual. Mondiali 2006                                                      | -                                                                        |                                                                          |
| 2-6-2005                                                                 | Helsinki                                                                 | Finlandia                                                                | 0 – 1                                                                    | Danimarca                                                                | Amichevole                                                               | -                                                                        | 79’                                                                      |
| 8-6-2005                                                                 | Helsinki                                                                 | Finlandia                                                                | 0 – 4                                                                    | Paesi Bassi                                                              | Qual. Mondiali 2006                                                      | -                                                                        |                                                                          |
| 17-8-2005                                                                | Skopje                                                                   | Macedonia                                                                | 0 – 3                                                                    | Finlandia                                                                | Qual. Mondiali 2006                                                      | -                                                                        |                                                                          |
| 3-9-2005                                                                 | Andorra la Vella                                                         | Andorra                                                                  | 0 – 0                                                                    | Finlandia                                                                | Qual. Mondiali 2006                                                      | -                                                                        |                                                                          |
| 16-8-2006                                                                | Helsinki                                                                 | Finlandia                                                                | 1 – 2                                                                    | Irlanda del Nord                                                         | Amichevole                                                               | -                                                                        | 57’                                                                      |
| 6-9-2006                                                                 | Helsinki                                                                 | Finlandia                                                                | 1 – 1                                                                    | Portogallo                                                               | Qual. Euro 2008                                                          | -                                                                        | 65’                                                                      |
| 7-10-2006                                                                | Erevan                                                                   | Armenia                                                                  | 0 – 0                                                                    | Finlandia                                                                | Qual. Euro 2008                                                          | -                                                                        | 66’                                                                      |
| 11-10-2006                                                               | Almaty                                                                   | Kazakistan                                                               | 0 – 2                                                                    | Finlandia                                                                | Qual. Euro 2008                                                          | -                                                                        | 72’                                                                      |
| 15-11-2006                                                               | Helsinki                                                                 | Finlandia                                                                | 1 – 0                                                                    | Armenia                                                                  | Qual. Euro 2008                                                          | -                                                                        | 88’                                                                      |
| 28-3-2007                                                                | Baku                                                                     | Azerbaigian                                                              | 1 – 0                                                                    | Finlandia                                                                | Qual. Euro 2008                                                          | -                                                                        | 86’                                                                      |
| 2-6-2007                                                                 | Helsinki                                                                 | Finlandia                                                                | 0 – 2                                                                    | Serbia                                                                   | Qual. Euro 2008                                                          | -                                                                        | 70’                                                                      |
| 13-10-2007                                                               | Bruxelles                                                                | Belgio                                                                   | 0 – 0                                                                    | Finlandia                                                                | Qual. Euro 2008                                                          | -                                                                        | 89’                                                                      |
| 17-10-2007                                                               | Helsinki                                                                 | Finlandia                                                                | 0 – 0                                                                    | Spagna                                                                   | Amichevole                                                               | -                                                                        | 65’                                                                      |
| 17-11-2007                                                               | Helsinki                                                                 | Finlandia                                                                | 2 – 1                                                                    | Azerbaigian                                                              | Qual. Euro 2008                                                          | 1                                                                        | 80’                                                                      |
| 11-2-2009                                                                | Lisbona                                                                  | Portogallo                                                               | 1 – 0                                                                    | Finlandia                                                                | Amichevole                                                               | -                                                                        | 46’                                                                      |
| 28-3-2009                                                                | Cardiff                                                                  | Galles                                                                   | 0 – 2                                                                    | Finlandia                                                                | Qual. Mondiali 2010                                                      | 1                                                                        | 89’                                                                      |
| 1-4-2009                                                                 | Oslo                                                                     | Norvegia                                                                 | 3 – 2                                                                    | Finlandia                                                                | Amichevole                                                               | -                                                                        | 77’                                                                      |
| 6-6-2009                                                                 | Helsinki                                                                 | Finlandia                                                                | 2 – 1                                                                    | Liechtenstein                                                            | Qual. Mondiali 2010                                                      | -                                                                        | 72’                                                                      |
| 5-9-2009                                                                 | Lankaran                                                                 | Azerbaigian                                                              | 1 – 2                                                                    | Finlandia                                                                | Qual. Mondiali 2010                                                      | -                                                                        | 72’                                                                      |
| 9-9-2009                                                                 | Vaduz                                                                    | Liechtenstein                                                            | 1 – 1                                                                    | Finlandia                                                                | Qual. Mondiali 2010                                                      | -                                                                        | 82’                                                                      |
| 10-10-2009                                                               | Helsinki                                                                 | Finlandia                                                                | 2 – 1                                                                    | Galles                                                                   | Qual. Mondiali 2010                                                      | -                                                                        | 88’                                                                      |
| 14-10-2009                                                               | Amburgo                                                                  | Germania                                                                 | 1 – 1                                                                    | Finlandia                                                                | Qual. Mondiali 2010                                                      | -                                                                        | 72’                                                                      |
| 12-10-2010                                                               | Helsinki                                                                 | Finlandia                                                                | 1 – 2                                                                    | Ungheria                                                                 | Qual. Euro 2012                                                          | -                                                                        | 81’                                                                      |
| 17-11-2010                                                               | Helsinki                                                                 | Finlandia                                                                | 8 – 0                                                                    | San Marino                                                               | Qual. Euro 2012                                                          | -                                                                        | 80’                                                                      |
| Totale                                                                   |                                                                          | Presenze                                                                 | 62                                                                       |                                                                          | Reti                                                                     | 8                                                                        |                                                                          |

## Palmarès

### Club
- Veikkausliiga: 1

HJK Helsinki: 1997
- Suomen Cup: 1

Helsinki: 1998
- Liigacup: 1

Helsinki: 1998

### Individuale
- Capocannonieredella Veikkausliiga: 1

2000
- Giocatore dell'anno dell'Ipswich Town: 1

2005, per la stagione 2004-2005 in Football League Championship
- Capocannoniere del Football League Trophy: 1

2011-2012 (4 reti, alla pari con Mike Grella)